# Довга Лука
До́вга Лука́ — село в Україні, у Роменському районі Сумської області. Населення становить 195 осіб. Входить до складу Липоводолинської селищної громади.
Після ліквідації Липоводолинського району 19 липня 2020 року село увійшло до Роменського району.

## Географія
Село Довга Лука розташоване на відстані 1.5 км від сіл Байрак, Липівське та Липівка.
По селу тече струмок, що пересихає із загатою.

## Історія
- Село постраждало внаслідок геноциду українського народу, проведеного урядом СРСР 1923—1933 та 1946–1947 роках, кількість встановлених жертв в Довгій Луці — 71 людина[2].
- До 2019 року орган місцевого самоврядування — Байрацька сільська рада.

## Населення

### Мова
Розподіл населення за рідною мовою за даними перепису 2001 року:
| Мова       | Відсоток |
| ---------- | -------- |
| українська | 97,95%   |
| російська  | 2,05%    |

## Економіка
- Молочно-товарна ферма.